# Augochloropsis perimede
Augochloropsis perimede är en biart som först beskrevs av Carlos Schrottky 1908.  Augochloropsis perimede ingår i släktet Augochloropsis och familjen vägbin. Inga underarter finns listade.